# James Angulo
James Angulo (født 20. januar 1974) er en tidligere colombiansk fodboldspiller.
Han har spillet for flere forskellige klubber i sin karriere, herunder Shonan Bellmare.